# Aquilia
A aquilia é uma anomalia congênita muito rara e que consiste na ausência total ou parcial de um lábio ou de ambos.